# Storbritanniens grevskap
Storbritanniens grevskap (counties) är administrativa, ceremoniella och geografiska enheter, ungefär motsvarande län i Sverige och Finland eller departement i Frankrike. Skottland och Wales är sedan 1996 indelade i kommuner som kan vara större, mindre eller lika stora som de historiska grevskapen. Vissa av dessa kallas counties, men det har ingen praktisk betydelse. Grevskapen ersattes 1975 i Skottland av regioner, med struktur liknande de samtida grevskapen i England och Wales.
Endast i England är grevskapen ännu den huvudsakliga indelningsformen i större delen av landet, även om storstadsområden (metropolitan counties) sedan 1974 har ersatt grevskapen runt de största städerna. Efter en reform som genomfördes successivt under 1990-talet har även enhetskommuner (unitary authorities) införts, som i vissa områden ersätter grevskapen för administrativa ändamål. Liknande enheter fanns tidigare mellan 1888 och 1974 och kallades då county boroughs, vilket idag åter används som beteckning på vissa av Wales kommuner.
Grevskapens residensstäder i Storbritannien benämns county towns.
Man skiljer på två sorters grevskap i dagens England; dels de ceremoniella grevskapen som är rikstäckande, men saknar administrativa funktioner, dels de administrativa grevskapen som fungerar som sekundärkommuner i de områden som inte omfattas av enhetskommuner och storstadsområden (inklusive London). Det finns ett antal grevskap som både är ett ceremoniellt grevskap och ett administrativt grevskap, men med olika geografisk omfattning för de båda funktionerna. 